# Ceratobatrachinae
Ceratobatrachinae – podrodzina płazów bezogonowych z rodziny Ceratobatrachidae. 

## Zasięg występowania
Podrodzina obejmuje gatunki występujące na Filipinach, Borneo, Nowej Gwinei, Wyspach Admiralicji, Archipelagu Bismarcka, Wyspach Salomona i Fidżi.

## Podział systematyczny
Do podrodziny należą następujące rodzaje:
- Cornufer Tschudi, 1838
- Platymantis Günther, 1858